# Xã Milton, Quận Wood, Ohio
Xã Milton (tiếng Anh: Milton Township) là một xã thuộc quận Wood, tiểu bang Ohio, Hoa Kỳ. Năm 2010, dân số của xã này là 979 người.